# Strategic Airlift Capability
Die Strategic Airlift Capability ist eine multinationale Initiative mit dem Ziel, den Teilnehmernationen Zugriff auf militärischen strategischen Lufttransport zu ermöglichen. Beteiligt sind die NATO-Staaten Bulgarien, Estland, Finnland, Ungarn, Litauen, Niederlande, Norwegen, Polen, Rumänien, Schweden, Slowenien und die Vereinigten Staaten von Amerika.

## Geschichte
Am 12. September 2006 äußerten zunächst die dreizehn NATO-Mitgliedsstaaten Bulgarien, Tschechien, Dänemark, Estland, Italien, Lettland, Litauen, Niederlande, Polen, Rumänien, Slowakei, Slowenien und die Vereinigten Staaten von Amerika offiziell in einem Letter of Intent (LOI) ihre Absicht zum Aufbau einer gemeinsamen strategischen Lufttransportfähigkeit. Stationiert werden sollten drei bis vier C-17-Transportflugzeuge auf der Ramstein Air Base.
Am 23. September 2008 unterzeichneten die nunmehr zehn NATO-Staaten (Tschechien, Dänemark, Italien, Lettland und die Slowakei waren nicht mehr beteiligt; hinzugekommen war Norwegen) und die beiden damaligen PfP-Nationen Finnland und Schweden das SAC Memorandum of Understanding (MOU) mit dem das SAC-Programm formell begann. Dieses MOU war die Grundlage für die Einrichtung der SAC-Steuergruppe (SAC Steering Board), die die Gesamtprogrammverantwortung hat, und des Aufbaus des multinationalen Einsatzverbands, der Heavy Airlift Wing auf der Pápa Airbase in Ungarn. Die NATO Airlift Management Organization (NAMO), zuständig für die Beschaffung für die Luftfahrzeuge des SAC, sowie deren Management und logistischer Unterstützung, wurde am 29. September 2008 aufgestellt.

## Auftrag
SAC ist eine von drei sich ergänzenden Initiativen der NATO zur Verbesserung ihrer strategischen Lufttransportfähigkeit. Neben SAC wurden die Strategic Airlift Interim Solution (SALIS) aufgebaut und diverse nationale Beschaffungsprogramme eingeleitet. Die SAC ist grundsätzlich offen für weitere Teilnehmer.
Die durch die Nationen nutzbaren Flugstunden und die Besetzung von Dienstposten richten sich nach der jeweiligen finanziellen Beteiligung. So tragen die USA beispielsweise etwa 30 Prozent der Kosten und können demnach rund 30 Prozent der jährlichen Flugstunden nutzen. Sie bringen auch rund 30 Prozent, also 41, der 131 Dienstposten des Einsatzverbands ein.

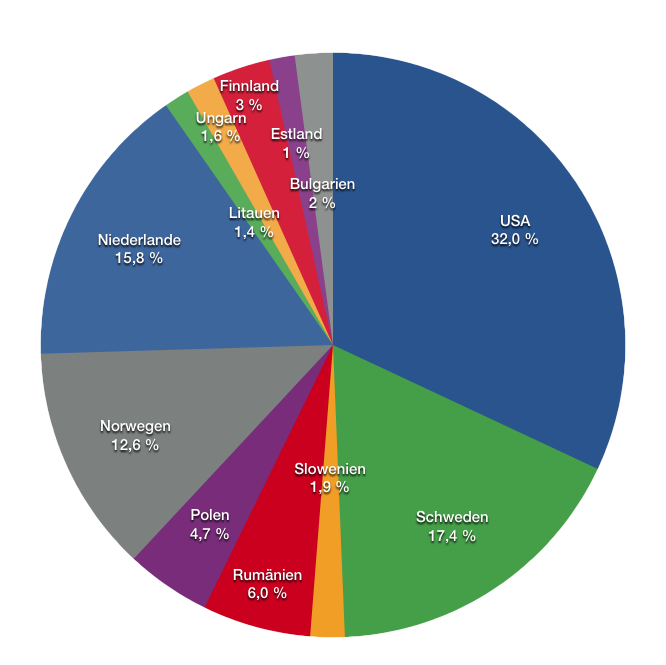
Diagramm zur Kostenverteilung innerhalb der SAC (2015)

## Organisation

### NATO Airlift Management (NAM) Programme
Im Zuge der NATO-Agenturreform wurde die NATO Airlift Management Organisation (NAMO) und damit auch ihr ausführendes Organ, die NATO Airlift Management Agency (NAMA), zum 1. Juli 2012 als solche aufgelöst und das Programm in die NATO Support Organisation (NSPO) integriert. Das NAM Programme, unter Führung eines Programmdirektors ist im Auftrag der beteiligten Nationen verantwortlich für die Beschaffung, das Management und die logistische Unterstützung der Luftfahrzeuge und anderen Materials des SAC-Programms. Sie beschäftigt etwa 35 Personen am Hauptstandort Capellen, Luxemburg, das zugleich Standort der NSPO ist, sowie in Büros auf dem Fliegerhorst Pápa und der Wright-Patterson Air Force Base in den USA.